# Hielscherita
La hielscherita és un mineral de la classe dels sulfats que pertany al grup de l'ettringita. Rep el nom en honor al col·leccionista de minerals alemany Klaus Hielscher (n. 1957).

## Característiques
La hielscherita és un sulfat de fórmula química Ca₃Si[(SO₄)(SO₃)(OH)₆](H₂O)₁₁. Va ser aprovada com a espècie vàlida per l'Associació Mineralògica Internacional l'any 2011. Cristal·litza en el sistema hexagonal. La seva duresa a l'escala de Mohs oscil·la entre 2 i 2,5. Forma una sèrie de solució sòlida natural contínua des de l'endmember thaumasita fins a una composició amb almenys un 77% mol. de hielscherita. En aquesta sèrie, la relació SO₃:CO₃ és variable, mentre que el contingut de SO₄ es manté constant.
Segons la classificació de Nickel-Strunz, la hielscherita pertany a «07.D - Sulfats (selenats, etc.) amb anions addicionals, amb H₂O, amb cations de mida mitjana i grans; amb NO₃, CO₃, B(OH)₄, SiO₄ o IO₃» juntament amb els següents minerals: darapskita, clinoungemachita, humberstonita, ungemachita, bentorita, charlesita, ettringita, jouravskita, sturmanita, thaumasita, carraraïta, buriatita, rapidcreekita, korkinoïta, tatarskita, nakauriïta, chessexita, carlosruizita, fuenzalidaïta i txeliabinskita.
L'exemplar que va servir per a determinar l'espècie, el que es coneix com a material tipus, es troba conservat a les col·leccions del Museu Mineralògic Fersmann, de l'Acadèmia de Ciències de Rússia, a Moscou (Rússia), amb el número de registre: 4093/1.

## Formació i jaciments
Va ser descoberta a la pedrera Graulay, situada a la localitat de Hillesheim, dins el districte de Vulkaneifel (Renània-Palatinat, Alemanya), on es troba associada a phil·lipsita-K, guix i cabazita-Ca. Aquesta pedrera alemanya és l'únic indret de tot el planeta on ha estat descrita aquesta espècie mineral. La hielscherita és molt rara, sent la thaumasita molt més comuna que aquesta.